# ドンフアン池
ドンフアン池（ドンフアンいけ、Don Juan Pond）は南極ビクトリアランド、ライト谷南枝の西端部（バンダ湖の西およそ 9 キロメートル）にある、小さくてしかも非常に浅い湖沼である。南側をアズガルド山脈、北側をダイス峠（コル）に囲まれている。西端には小さな支流と岩石氷河と呼ばれる特徴的な地形がみられる。塩分濃度は 40% を超え、これは判明している限り地球上の水体のなかで最も高い。ドンファン池、ドンフアン湖、ドンファン湖などとも呼ばれる。
人が訪れたのは1961年であり、池の調査団を輸送した二人のヘリコプター操縦士ドン・ロー中尉（Lt Don Roe）とジョン・ヒッキー中尉（Lt John Hickey）にちなんで命名された（Juanは英語のJohnに対応するスペイン語名である）。発見時、池の水温は摂氏マイナス30度だったが凍っていなかったという。

## 塩分濃度
ドンファン池は浅く、底部も平面状の超塩湖であり、死海やジブチ共和国のアッサル湖より高濃度（これは、バンダ湖その他のマクマードドライバレーの多くの湖沼に当てはまる）の塩分を持つ。死海の塩分濃度が海水の 9.6 倍であるのに対してドンフアン池のそれは 18 倍以上と言われている。ドンフアン池が南極の低温においても滅多に凍ることのない唯一の塩湖であるいう事実は、世界中の塩湖の中でもトップランクの塩濃度を持っていることを意味する。ここは地下水が湧出する場所だと解釈されている。湖水の塩成分はカルシウムとナトリウムである。池の周辺は、水分が蒸発した後の食塩と塩化カルシウムで囲まれている。池の面積や水量は刻々と変化している。1977年の米国地質調査所 (USGS) 地形図では、その面積が 0.25 平方キロメートルだった。だが、近年面積は減少してきている。1993年から1994年にかけての水深は 30 センチメートルだったが1997年1月の調査では 10 センチメートルに減少し、1998年12月には数十平方メートルの箇所を除いてほとんど水が無くなってしまった。残った水のほとんどは池の中の大きな塩の塊の周囲にできたくぼみの中だった。
計算された湖水の成分は、水温がマイナス 51.8 ℃の時、CaCl2 が3.72 mol/kg で NaCl が 0.50 mol/kg だった。これは湖水 1 kg 中の重さに換算すると CaCl2 が 413 グラム、NaCl が 29 グラムとなる。

## 南極石
1963年に日本の調査団がドンフアン池の水中から採取した無色透明な鉱物が後に新鉱物に認定され、南極石 (Antarcticite) と命名された。

## 外部リンク

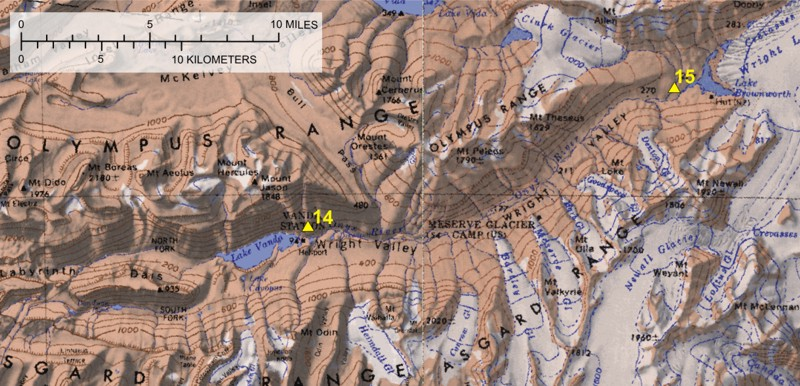
ドンフアン池は画面左下隅部近く